# 三升亭小勝 (4代目)
4代目 三升亭 小勝（みますてい こかつ、1856年（安政3年）3月 - 1906年（明治39年）4月6日）は、江戸出身の落語家。本名は石井 淸兵衞。

## 来歴・人物
日本橋箱崎町の船宿鈴木屋の息子。初めは3代目春風亭柳枝門下で初代春風亭枝雀を名乗り、後に2代目の春風亭柏枝と改める。その後2代目三升亭小勝の次女の竹本清之助（富沢つね）と結婚し、義理の父の名である小勝を継ぎ真打に昇進した1894年10月に上席の芝玉の井で昇進披露をしている。
1904年7月には浮気相手の2代目東家小満之助（青木てふ）と上方に出向き、三友派に席を置き高座に上がっていたが、後に高座への意欲もなくなり1906年4月6日に糖尿病で死亡した。享年51。墓所は瑞輪寺墓地。戒名は「勝宗院遊楽日友居士」。
狸が好きでそれが高じて狸が出るよく出るネタを好んで演じていた事から俗に「狸の小勝」と言われた。
弟子に小つね（後の3代目古今亭今輔）、勝之助（後の2代目松柳亭鶴枝）、三升家勝ぐり（鈴木峯次郎）、4代目三升家勝蔵（俗に「ガマの勝蔵」）などがいる。
俳優伊志井寛の父、TBSテレビの元プロデューサー石井ふく子の祖父、女優の石井麗子、テレビ朝日の元アナウンサー石井希和の曽祖父にあたる。